# Ryan Christie
Ryan Christie (Inverness, 22 februari 1995) is een Schots voetballer die doorgaans als middenvelder speelt. Hij verruilde Celtic in augustus 2021 voor Bournemouth. Christie debuteerde in 2017 in het Schots voetbalelftal.

## Clubcarrière
Christie speelde in de jeugd bij Inverness Caledonian Thistle. Bij die club maakte hij op 29 december 2013 zijn debuut in het eerste elftal, in een thuiswedstrijd tegen Celtic. Op 1 september 2015 tekende hij een vierjarig contract bij Celtic, dat hem direct weer voor één seizoen verhuurde aan Inverness. In januari 2017 werd Christie opnieuw verhuurd, ditmaal voor een halfjaar aan Aberdeen.
In augustus 2021 maakte Christie de overstap naar Engelse Premier League, waar hij bij Bournemouth ging spelen.

## Interlandcarrière
Christie maakte op 9 september 2014 zijn debuut voor Schotland onder 21 in een wedstrijd tegen Luxemburg onder 21. Hij verving in de tweede helft Lewis Macleod. Schotland won de wedstrijd met 3–0. Christie maakte op donderdag 9 november 2017 onder leiding van interim-bondscoach Malky Mackay zijn debuut in het Schots voetbalelftal, in een oefeninterland tegen Nederland (0–1). Andere debutanten namens de Schotten in die wedstrijd waren Callum McGregor, Jason Cummings en Ryan Jack. Christies eerste interlanddoelpunt volgde op 16 november 2019. Hij bracht Schotland toen op 0–1 in een met 1–2 gewonnen kwalificatiewedstrijd voor het EK 2020, in een tegen Cyprus. Christie werd op 7 juni 2024 door bondscoach Steve Clarke opgenomen in de Schotse selectie voor het EK 2024 in Duitsland. Schotland werd in de groepsfase uitgeschakeld na nederlagen tegen Duitsland (5–1) en Hongarije (0–1) en een gelijkspel tegen Zwitserland (1–1). Christie kwam iedere wedstrijd in actie.

## Erelijst
Inverness CT
- Scottish Cup

2014/15
 Celtic FC
- Scottish Premiership

2015/16
2018/19
2019/20
- Scottish Cup

2018/19
2019/20
- Scottish League Cup

2018/19
Individueel
- Football League jongere speler van de maand

Augustus 2014, februari 2015 (als speler van Inverness CT)
2 Huijsen ·
3 Kerkez ·
4 Cook ·
5 Senesi ·
7 Brooks ·
8 Scott ·
9 Evanilson ·
10 Christie ·
11 Ouattara ·
12 Adams ·
13 Arrizabalaga ·
15 Smith ·
16 Tavernier ·
17 Sinisterra ·
19 Kluivert ·
22 Araujo ·
23 Hill ·
24 Semenyo ·
26 Ünal ·
27 Zabarnyj ·
29 Billing ·
37 Aarons ·
40 Dennis ·
42 Travers ·
Coach: Iraola
· Assistent-coach: Fletcher
· Assistent-coach: Elphick
· Assistent-coach: Cooper
1 Marshall ·
2 O'Donnell ·
3 Robertson  ·
4 McTominay ·
5 Hanley ·
6 Tierney ·
7 McGinn ·
8 McGregor ·
9 Dykes ·
10 Adams ·
11 Christie ·
12 Gordon ·
13 Taylor ·
14 Fleck ·
15 Gallagher ·
16 Cooper ·
17 Armstrong ·
18 Turnbull ·
19 Nisbet ·
20 Fraser ·
21 McLaughlin ·
22 Patterson ·
23 Gilmour ·
24 Hendry ·
25 Forrest ·
26 McKenna ·
Coach: Clarke
1 Gunn ·
2 Ralston ·
3 Robertson  ·
4 McTominay ·
5 Hanley ·
6 Tierney ·
7 McGinn ·
8 McGregor ·
9 Shankland ·
10 Adams ·
11 Christie ·
12 Kelly ·
13 Hendry ·
14 Gilmour ·
15 Porteous ·
16 Cooper ·
17 Armstrong ·
18 Morgan ·
19 Conway ·
20 Jack ·
21 Clark ·
22 McCrorie ·
23 McLean ·
24 Taylor ·
25 Forrest ·
26 McKenna ·
Coach: Clarke